# Senegal en los Juegos Olímpicos de Los Ángeles 1984
Senegal estuvo representado en los Juegos Olímpicos de Los Ángeles 1984 por un total de 24 deportistas, 23 hombres y una mujer, que compitieron en 5 deportes.
El portador de la bandera en la ceremonia de apertura fue el tirador Amadou Ciré Baal. El equipo olímpico senegalés no obtuvo ninguna medalla en estos Juegos.